# 姚光故居
30°48′12″N 121°16′53″E / 30.80347°N 121.28145°E
姚光故居或上海南社纪念馆，位于中华人民共和国上海市金山区张堰镇新华中路139号。是一个古建筑、上海市文物保护单位。

## 历史
姚光故居系姚家祖宅，为典型清朝江南传统民居。占地面积1780平方米，四进院落、二层砖木结构。2004年，公布为金山区文物保护单位。2004年12月28日故居修缮计划正式启动。2006年，由地方政府拨款修缮。2009年又再次修缮，2011年9月完成对故居的全面修缮工作，并顺利在旧居辟上海南社纪念馆。姚光故居也是中国首个南社纪念馆。2014年4月4日，上海市人民政府颁布其为上海市文物保护单位。